# Melissa McIntyre
Melissa Erin McIntyre (ur. 31 maja 1986 w Port Colborne) – kanadyjska aktorka.
Jest znana z serialu Degrassi: Nowe pokolenie gdzie gra Ashley Kerwin i jak dotychczas jest to jej jedyna znacząca rola.